# Villalba (Lugo)
Villalba (en gallego y oficialmente desde 1984, Vilalba) es un municipio español perteneciente a la provincia de Lugo y capital de la comarca de Tierra Llana (Terra Chá), en la comunidad autónoma de Galicia.
Se trata de una villa de tamaño medio, de vida tranquila y escasa actividad social, aunque posee un polígono industrial de considerable tamaño. Sus monumentos más significativos son La Pravia, un árbol de origen posiblemente mitológico, el Torreón de los Condes de Andrade,  ligado al Condado de Lemos y actualmente Parador Nacional de Villalba, y la iglesia de Santa María, de estilo vagamente Neoclásico, en el centro de la villa medieval.
Precisamente esa Pravia, que preside la confluencia entre la «Rúa da Pravia» y la «Rúa de Galicia», tal vez sea el símbolo más representativo de la población, un árbol totémico que con toda probabilidad representa la personalidad y carácter de este pueblo milenario. En cuanto a su clasificación botánica, se trata de un arce blanco que ha pasado por diversas vicisitudes, pero que actualmente goza de un buen estado de salud.

## Geografía

### Ubicación y comunicaciones.
Integrado en la comarca de Tierra Llana, de la que ejerce de capital, se sitúa a 36 kilómetros de Lugo. El término municipal está atravesado por las siguientes carreteras: 
- Autovía del Cantábrico (A-8): Permite la comunicación rápida con Oviedo y La Coruña.
- Autovía autonómica AG-64: Permite la comunicación rápida con Ferrol.
- Carretera nacional N-634, entre los pK 613 y 633, que permite la comunicación con Abadín y la autovía A-6.
- Carretera provincial LU-120: conecta con Meira.
- Carretera provincial LU-541: conecta con Rábade.
- Carretera provincial LU-861: conecta con Puentes de García Rodríguez.
- Carreteras locales que permiten la comunicación entre las parroquias.

| Noroeste: Germade  | Norte: Muras | Nordeste: Abadín  |
| Oeste: Germade     |              | Este: Abadín      |
| Suroeste: Guitiriz | Sur: Begonte | Sureste: Cospeito |

### Orografía.
El relieve es predominantemente llano, característico de la comarca a la que pertenece. La serra da Cabra y el río Eume hacen de límite natural por el norte con Muras. En esta sierra es donde se alcanzan las máximas altitudes, destacando Coto de Monseibán (935 metros) y A Carba (907 metros). Algunos ríos discurren por el territorio, la mayoría procedentes de las sierras situadas más al oeste, destacando el río Trimaz, el río Ladra y el río Labrada. 
La altitud oscila entre los 935 metros al noreste (Coto de Monseibán) y los 400 metros a orillas del río Ladra. La villa se alza a 487 metros sobre el nivel del mar. 

## Historia
Las primeras referencias a la villa actual datan del siglo VI, del concilio celebrado en Lugo, donde se la cita como el Undecimus comitatus Montenegrinus dicitur. Se alude a la villa de Santa María de Montenegro bajo la protección de la familia del mismo nombre. En el siglo VIII la villa sufrió un incendio que la destruyó completamente.

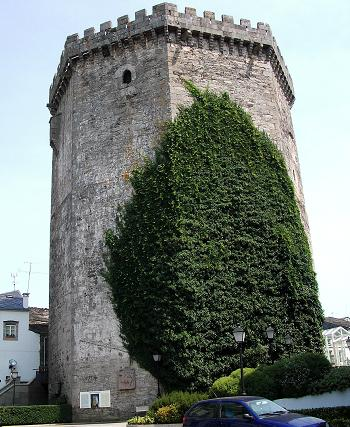
La Torre del Homenaje del Castillo de los Andrade, en Villalba. Hoy, un Parador de Turismo.

Posteriormente en el siglo XII aparece referida con el nombre de Vilarente. El coto de Vilarente se dividió en el año 1128 entre el Prelado y don Rodrigo Velaz, Conde de Montenegro. 
Se cree que el primitivo castillo fue levantado en el siglo XIII por un tal Rodrigo Sánchez, aunque existen menciones anteriores, en torno al siglo XI, a una fortaleza sita en el lugar. Dicha fortaleza era feudo de don Fernán Ruiz de Castro, señor de Lemos, pero al parecer fue donada por el rey Sancho IV y su esposa María de Molina al infante don Felipe. Dicha donación supuso un enfrentamiento entre el de Lemos y el Infante, que acabó con la muerte de don Fernán Ruiz en un duelo celebrado en Monforte.
A principios del siglo XIV la villa era señorío de don Fernando Ruíz de Castro hasta que, en 1364, el rey Pedro I hizo donación de ella a Fernán Pérez de Andrade, apodado O Boo. Desde entonces la villa aparece íntimamente ligada a la dinastía Andrade. Le sucede su hermano don Pedro Pérez de Andrade y el hijo de este, don Nuño Freyre de Andrade. Su conducta y trato cruel promovió que se hiciese contra él la primera revuelta Irmandiña, en 1431, en la que destruyeron muchas de sus propiedades y varias fortalezas, entre ellas el primitivo castillo de Villalba. Derrotados los plebeyos en la batalla de Puentedeume, fueron ahorcados muchos de ellos y los demás obligados a restaurar a su costa los desperfectos causados en los castillos, quedando todos ellos de nuevos sometidos y tratados con mayor dureza que antes de la sublevación.
En 1442 otro Fernán Pérez de Andrade obtuvo la confirmación del señorío por parte del rey Juan II. En el año 1467, el año de la segunda y verdadera Revuelta Irmandiña, Alfonso de Lanzós, Pedro de Osorio y Diego de Lemos dirigieron un auténtico ejército popular que acabó con todas las fortificaciones de los Andrade, con excepción de la de Moeche, en Puentedeume, e hicieron huir a este Fernán Pérez de Andrade, llamado O Mozo.
En 1486 Diego de Andrade es nombrado Conde de Villalba por los Reyes Católicos. Su hijo Fernando de Andrade e Pérez das Mariñas ostentó los títulos de Señor de Puentedeume, Ferrol y Villalba, segundo Conde de Villalba y primer Conde de Andrade, por designación real. Su hija, doña Teresa de Andrade de Ulloa y Zúñiga, Condesa de Villalba, casó con don Fernán Ruiz de Castro, primer marqués de Sarria. Por razón de este matrimonio, la villa de Villalba y todas las demás que constituían los estados de Andrade, se incorporaron a la casa de Lemos, que los poseyó hasta principios del siglo XIX. Después el condado de Villalba pasó a la casa de Berwick y Alba, donde actualmente radica.
La historia de Villalba tuvo un tranquilo discurrir durante los siglos XVI y XVII. La introducción del maíz de América produjo una mejora en la situación económica de la hidalguía de la zona, lo que se tradujo en la aparición de algunas suntuosas casas hidalgas en los alrededores. Durante el siglo XIX Villalba también sufrió las consecuencias de la Invasión Francesa y la primera guerra carlista. Ya en el siglo XX la villa fue el centro de una intensa actividad intelectual y cultural, como queda reflejado en su tradición periodística. En lo que llevamos de siglo XXI la villa ha moderado la disminuicion de su población y muestra una pujanza industrial creciente, basada en la comercialización de los productos de la tierra y el aprovechamiento de los recursos naturales.

## Geografía humana

### Organización territorial
El municipio está formado por ochocientas dos entidades de población distribuidas en treinta parroquias:
- Alba (San Juan)[12]
- Árbol (San Lorenzo)[8][13]
- Belesar (San Martín)[8][14]
- Boizán (Santiago)
- Carballido (Santa María)
- Codesido (San Martín)[8][15]
- Corvelle (San Bartolomé)[8][16]
- Cuesta[9] (San Simón)[17]
- Distriz (San Martín)[8][18]
- Goiriz (Santiago)
- Gondaísque (Santa María)
- Insua (San Bartolomé)[19]
- Joibán[9]
- Ladra (El Salvador)[20]
- Lanzós (El Salvador)[9]
- Mourence (San Julián)[8][21]
- Nete (San Cosme)
- Noche (San Martín)[8][22]
- Oleiros (San Mamed)[8][23]
- Rioaveso (San Jorge)[24]
- Román (Santa Eulalia)[8][25][26]
- Samarugo (Santiago)
- San Martín de Lanzós[8][9][27]
- Sancobad[9] (Santiago)[28]
- Santaballa (San Pedro)
- Soaje[9]
- Tardad[9] (Santa María)[8][29]
- Torre[9] (Santa María)[8][30]
- Villalba[9] (Santa María)[8][31]
- Villapedre[9] (San Mamed)[32]

### Demografía
Cuenta con una población de 13 787 habitantes (INE 2024).
| Gráfica de evolución demográfica de Vilalba entre 1842 y 2021                                                         |
| |
| Población de derecho según los censos de población del INE. Población de hecho según los censos de población del INE. |

## Monumentos

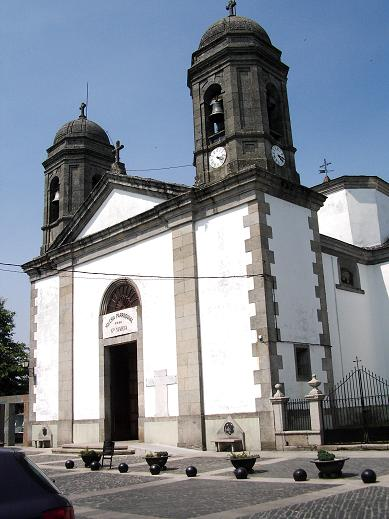
Iglesia parroquial de Sta. María

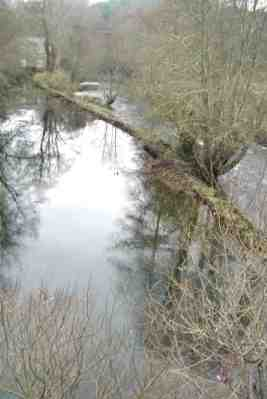
Molino en el lugar de Os Pasos

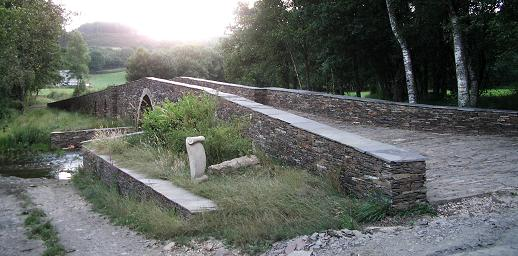
Puente de Saa

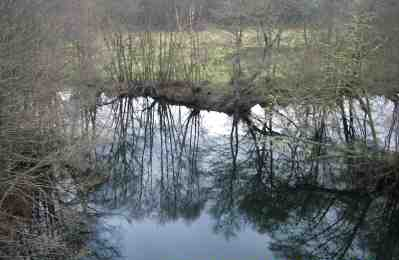
Confluencia del Madalena y el Trimaz, en Os Pasos

En la capital de la Tierra Llana destaca la torre del homenaje del antiguo castillo de los Andrade, de planta octogonal, transformada en la actualidad en Parador de Turismo. A poca distancia del centro de la villa se halla el Pazo de Penas-Corbeiras, ligado a la casa del Conde de Pallares, uno de los más antiguos linajes de Galicia y más tarde a la familia Basanta, muy conocida en la villa. También destaca la iglesia parroquial de Santa María, sita en la plaza del mismo nombre, de estilo neoclásico, levantada en la segunda mitad del siglo XIX bajo la supervisión de Manuel Mato Vizoso.

## Festividades
La "Festa dos Pepes" fue creada en 1960 por Pepe Apenela y se celebra en torno al 19 de marzo, día de San José. El 29 de junio se celebra el San Pedro en Santaballa y el 25 de julio en Goiriz, Sancovad y Boizán. Entre el 31 de agosto y el 1 de septiembre se celebran las fiestas de San Ramón y de Santa María (ambos patronos de la villa). Unos días antes de Navidad se celebra la "Feira dos Capóns", de gran fama en toda España e incluso fuera de las fronteras del país. En ella se venden los 'capones', pollos alimentados a mano, con unas bolas de masa de harina de maíz y patata, a los que durante la época de engorde se introducen en unas jaulas llamadas capoeiras para inmovilizarlos y acelerar su engorde hasta el momento de su sacrificio el día antes de la feria.
Las ferias tradicionales son el Feirón, el primer martes después del día 16 de cada mes y la feria, el primer domingo de cada mes que no sea día 1, en cuyo caso pasa al segundo domingo. También son días de mercado todos los martes y viernes.
También cabe destacar la Plaza de Abastos de Villalba, lugar donde realizar compras de productos de primera calidad (carnes como ternera gallega entre otras, pescados, verduras, etc.).

## Camino de Santiago
La Ruta de la Costa del Camino de Santiago entra en el ayuntamiento villalbés desde Abadín y pasa por el puente viejo de Martiñán, Goiriz, y sale del concejo en dirección Baamonde por San Juan de Alba, a Torre y de ahí a Guitiriz.

## Tradición periodística
Villalba ha contado a lo largo del siglo XX con una amplia tradición periodística que se inicia en 1902 con el Ideal Villalbés, periódico manuscrito del poeta y periodista Antonio García Hermida. A esta primera tentativa seguirá, ya de forma más profesional, la edición de El Eco de Villalba (1908) de la mano de Manuel Mato Vizoso y Novo Freire. Tras él vendrán: El Ratón (1910), El Vigía Villalbés (1913), Azul y Blanco (1914), Villalba y su comarca (1915), Galicia Pintoresca (1916) o El Heraldo de Villalba (1916) que supondrá la consagración definitiva de García Hermida en el mundo del periodismo. Pero la proliferación de prensa escrita no termina ahí, sino que continuará en ese mismo año y los siguientes con el primer periódico escrito íntegramente en gallego en la villa, A Xustiza (1918), al que seguirán: Aurora (1918), El Gato (1919), La Voz Villalbesa (1921), El Progreso Villalbés (1922), fundado por Enríquez Chanot, El Villalbés (1925), El Villalbés de Buenos Aires (1927) o La Unión Ciudadana (1929). En los años de la II República se editó un periódico abiertamente militante, el Faro Villalbés (1932), que contaría entre sus colaboradores con la poeta Carmiña Prieto Rouco, autora del "Himno da Terra Cha". En los años de la dictadura sólo dos periódicos vieron la luz, ambos de carácter netamente deportivo: Stadium (1949) y El Castillo (1950). Habrá que esperar hasta la democracia para que un nuevo periódico salga a la luz, alcanzando entonces una amplia repercusión: La Voz de Villalba (1983).
A esta breve época de decadencia cultural es posible que aluda un conocido ripio de los años cincuenta, que decía:

Villalba, villa bravía,

Ciento cincuenta tabernas y ninguna librería, 

Solo venden silabarios en una confitería,

Que es de don Mariano Sánchez, casado con doña María.